# Vîspa, Rohatîn
Vîspa (în ucraineană Виспа) este localitatea de reședință a comunei Vîspa din raionul Rohatîn, regiunea Ivano-Frankivsk, Ucraina.

## Demografie
Componența lingvistică a localității Vîspa
     Ucraineană (100%)
Conform recensământului din 2001, toată populația localității Vîspa era vorbitoare de ucraineană (100%).